# AA Internacional (Limeira)
AA Internacional, ook bekend als Inter de Limeira is een Braziliaanse voetbalclub uit de stad Limeira, in de deelstaat São Paulo.

## Geschiedenis
De club werd opgericht op 2 oktober 1913 en werd vernoemd naar de club SC Internacional uit São Paulo, niet te verwarren met SC Internacional uit Porto Alegre. De naam Internacional zou ook duiden op de aanwezigheid van vele immigranten in de stad Limeira uit Duitsland, Italië, Japan en Portugal.
In 1979 promoveerde men voor het eerst naar de hoogste klasse van het staatskampioenschap. In 1986 werd de club kampioen, nadat het in de finale topclub Palmeiras versloeg. Het was de eerste keer dat een club staatskampioen werd die niet uit een grote stad kwam. Datzelfde jaar won de club ook de Série B, twee jaar later won de club deze nogmaals. In 1993 degradeerde de club uit de Série A1 en keerde in 1997 terug. Na een nieuwe degradatie in 2003 kon de club meteen terugkeren, maar werd nu al na één jaar terug naar de tweede klasse verwezen. Tussen 2011 en 2017 speelde de cub in de derde klasse zelfs. In 2019 kon de club eindelijk terug promotie naar de hoogste klasse afdwingen. Van 2021 tot 2024 kwalificeerde de club zich ook telkens voor de Série D. Na twee keer te zijn uitgeschakeld in de groepsfase bereikte de club in 2023 de tweede ronde en verloor in 2024 pas in de kwartfinale, van Maringá. In 2025 degradeerde de club uit de Série A1.

## Erelijst
Campeonato Brasileiro Série B
1986, 1988
Campeonato Paulista
1986

## Overzicht seizoenen Campeonato Paulista
| Competitie      | Aantal | Periode                                                                             |
| --------------- | ------ | ----------------------------------------------------------------------------------- |
| Série A1        | 29     | 1979-1993, 1997-2003, 2005, 2020-2025                                               |
| Série A2        | 26     | 1947-1952, 1955-1959, 1967, 1975-1978, 1994-1996, 2004, 2006-2008, 2018-2019, 2026- |
| Série A3        | 15     | 1960-1966, 2009, 2011-2017                                                          |
| Segunda Divisão | 1      | 2010                                                                                |